# Mircea Tiberian
Mircea Tiberian (n. 4 mai 1955) este un pianist și compozitor român de jazz. Născut la Cluj, pe data de 4 mai 1955, și-a petrecut copilaria și adolescența la Sibiu, iar în 1975 s-a mutat la București, unde trăiește și în prezent. În 1980, a absolvit Conservatorul din București.

## Activitate
A debutat în 1974 la Festivalul Internațional de la Sibiu, iar între anii 1979-1981, a fost membru al Teatrului Muzical 'Ion Vasilescu' din București. Apoi până în 1984, a lucrat în studiouri de înregistrări ca pianist și aranjator. Din 1984 până în iunie 1986, este co-leader al cvartetului Mircea Tiberian - Liviu Butoi, între '86 și '89, al grupului Opus 4, iar din '89 până în '90 este conducător al trio-ului 'Labirint', și între 1991-1992, al 'Romanian All Stars'. În perioada 1990-1993, a fost membru al 'Romanian Big Band', iar în anul 1998, co-fondator al Orchestrei Interzone Jazz. A participat la diverse proiecte multi-media: Incursiuni (1996), Liniada (1999), Agnus Dei (2000), și a condus mai multe grupuri de jazz sub propriul său nume.
A avut turnee în Statele Unite, Franța, Germania, Austria, Polonia, Cehia, Bulgaria, Grecia, fosta URSS, Siria și România. A cântat alături de Larry Coryell, Tomasz Stanko, Herb Robertson, Ed Shuller, Nicholas Simion, Adam Pieronczyk, Maurice de Martin, Theo Jorgensmann, Johnny Răducanu, Aura Urziceanu, Dan Mândrilă, Anca Parghel.
Experiența artistului nu s-a limitat doar la nivelul muzical, ci s-a extins și spre cel academic, fiind lector la Universitatea de Muzică din București, la secția de jazz pe care, de altfel, a și înființat-o în 1990. Este fondatorul și coordonatorul Departamentului de Jazz din București (începând cu 1990 și până în prezent) și din Cluj (începând cu 1996 și până în prezent). Mircea Tiberian este și autorul 'Curriculumului de Jazz' pentru liceele de muzică din România. cât și producătorul casetei audio intitulată 'Talking About Jazz Fundamentals' (1996). A ținut conferințe si lucrări teoretice despre istoria și elementele jazz-ului la Students' Union Hall, la Muzeului Țăranului Român sau la Universitatea de Muzică din Cluj.
Printre premiile obținute de Mircea Tiberian se numără: Muzicianul Român al Anului (1987); Premiul Uniunii Compozitorilor pentru compoziție jazz (1990, 1996, 2000); Premiul pentru Întreaga Activitate Artistică (Asociația de jazz Napocensis, 2001)
Discografia sa cuprinde: 'Magic Bird', 'Never Ending Story', 'Working Underground', 'Alone in Heaven', 'Hotel of Three Beginnings', 'Back To My Angel', 'Eleven', 'Viața lumii' și 'Trei lumini'. Acestora li se mai adaugă patru discuri împreună cu grupul 'Interzone', al cărui co-leader este Mircea Tiberian, alături de Maurice de Martin. 
În prezent, Mircea Tiberian a scos "Cartea de muzica" (o carte cu caracter ironic și didactic, despre ceea ce înseamnă muzica și non muzica) și albumele 'Ulysses' (în colaborare cu Chris Dahlgren și John Betsch) și 'November', realizarea grafică a copertelor aparținând Ioanei Ionescu Cildus.